# Cantonul Dreux-Ouest
Cantonul Dreux-Ouest este un canton din arondismentul Dreux, departamentul Eure-et-Loir, regiunea Centru, Franța.

## Comune
| Comune                               | Populație (1999) | Cod poștal | Cod INSEE |
| ------------------------------------ | ---------------- | ---------- | --------- |
| Allainville                          | 140              | 28500      | 28003     |
| Boissy en Drouais                    | 216              | 28500      | 28045     |
| Crécy Couvé                          | 261              | 28500      | 28117     |
| Dreux (fraction ouest de la commune) | 31.195           | 28100      | 28134     |
| Garancières en Drouais               | 292              | 28500      | 28170     |
| Louvilliers en Drouais               | 204              | 28500      | 28216     |
| Montreuil                            | 502              | 28500      | 28267     |
| Saulnières                           | 643              | 28500      | 28369     |
| Vert en Drouais                      | 1.160            | 28500      | 28405     |